# Karl Magnus Kinnander
Karl Magnus Kinnander, född den 30 mars 1869 i Östra Eds församling, Kalmar län, död den 3 oktober 1965 i Lidingö, var en svensk ämbetsman. Han var son till Israel Kinnander.
Kinnander avlade mogenhetsexamen 1891, juridisk preliminärexamen vid Uppsala universitet 1894 och kansliexamen där 1896. Han var extra ordinarie postexpeditör 1892–1898. Kinnander blev extra ordinarie tjänsteman i Statskontoret 1896, i Kammarrätten 1898, i Arméförvaltningen 1899, amanuens där 1901, revisionskommissarie 1910, extra byråchef i Arméförvaltningens intendentsdepartements revisionsbyrå 1920 samt krigsråd och ordinarie byråchef 1932. Han blev riddare av Vasaorden 1922 och av Nordstjärneorden 1927 samt kommendör av andra klassen av Vasaorden 1935.